# Piper barbosanum
Piper barbosanum är en pepparväxtart som beskrevs av Trel. & Yunck.. Piper barbosanum ingår i släktet Piper och familjen pepparväxter. Inga underarter finns listade i Catalogue of Life.